# Maia (istennő)
Maia (görögül Μαῖα, anyácska) a görög mitológiában a Atlasz és Pléioné hét lánya, a pleiaszok közt a legidősebb, nimfa. Testvéreivel együtt Árkádiában születtek, a Külléne hegyen, és néha hegyi istennőknek is nevezték őket. Maia a legidősebb, a legszebb és a legszégyenlősebb volt közöttük.
A Külléne barlangjában adott életet Zeusz fiának, Hermésznek. A történetet a homéroszi Hermész-himnusz beszéli el.
A történet szerint Maia lepedőkbe csavarta az újszülöttet, és elaludt. Amíg aludt, a gyermek elmászott Thesszáliáig, ahol az éjszaka leszálltával ellopta Apollón gulyájának egy részét és felfedezte a lírát. Maia nem hitt Apollónnak, amikor az a megvádolta a gyermeket a marhák eltulajdonításával, de Zeusz Apollón pártját fogta. Végül az az egyezség született, hogy Apollón visszacseréli a marhákat a lírára.
Maia nevelte fel a gyermek Arkaszt, miután Artemisz bosszúból vagy Zeusz védelemből medvévé változtatta a gyermek anyját, Kallisztót.
A római mitológiában Maia Maiestas vagy Maia néven ismerték, és egy ősi itáliai termékenység- és tavaszistennővel azonosították. (Bona Deához vagy másképp Faunához, egy másik termékenységistennőhöz is hasonlít az alakja.) Róla nevezték el május havát, a hónap első és tizenötödik napja az ő tiszteletére volt szentelve. Maiát Vulcanus istenhez társították, ezért május elsején az ő flamenje áldozott az istennő számára egy vemhes kocát, mint a termékenység jelképét. Maia templomai csak és kizárólag a nők számára voltak hozzáférhetőek, így tehát tisztelete is csak a nők körében terjedt el.

## Női személynév
Az istennő nevéből számos nyelven női személynév lett: bolgár, horvát, lengyel, magyar, német, orosz, skandináv, szerb, szlovén Maja; angol, olasz, román Maia.

## A képzőműveszetben
Képzőművészeti megjelenítései közül ismert például Francisco Goya 1800 és 1803 között született festménye. 